# Zelenogirske (Odesa)
Zelenogirske (en ucraniano: Зеленогірське, romanizado: Zelenohirske) es un asentamiento urbano ucraniano perteneciente al óblast de Odesa. Situado en el suroeste del país, es parte del raión de Podilsk y del municipio (hromada) homónimo.

## Toponimia
El nombre del asentamiento en ruso también es Zelenogórskoye (en ruso: Зеленогорское).

## Geografía
Zelenogirske está situado en la orilla derecha del río Kódima, afluente del Bug Occidental, a unos 13 km al noroeste de Liubashivka y 62 km al norte de Odesa.

## Historia
El lugar fue construido en 1959 como asentamiento de trabajadores para la construcción de una gran refinería de azúcar e inicialmente se llamó Zaplazi (en ucraniano: Заплази). Desde 1978 el lugar tiene el estatus de asentamiento de tipo urbano y pasó a llamarse Zelenogirske.
En diciembre de 2010, la fábrica de azúcar aquí ubicada fue declarada en quiebra y se inició el procedimiento para su liquidación. Zelenogirske fue parte del raión de Liubashivka hasta 2020, año en el que se hizo una reforma administrativa que redujo el número de raiónes del óblast de Odesa a siete, y el asentamiento pasó a ser parte del raión de Podilsk.

## Demografía
La evolución de la población de Zelenogirske entre 1989 y 2022 fue la siguiente:
| 2125                                                          | 1789 | 1627 | 1592 | 1516 | 1493 | 1417 |
| (Fuente: Cities & Towns of Ukraine y UKRAINE: Größere Städte) |      |      |      |      |      |      |

## Infraestructura

### Transporte
La estación de tren más cercana, aproximadamente a 3 kilómetros al suroeste, es Zaplazi en el ferrocarril que conecta Podilsk y Pervomaisk. El asentamiento tiene conexiones por carretera con Balta y, a través de Krive Ozero, con Pervomaisk.